# Kim Mi-rae
Kim Mi-rae (n. 7 aprilie 2001, Phenian, RPDC) este o săritoare în apă ce a reprezentat Coreea de Nord, medaliată olimpică. A participat la 2 ediții ale Jocurilor Olimpice (2016, 2024) în care a câștigat o medalie de argint.